# Mustin, Mecklenburg-Vorpommern
Mustin, Mecklenburg-Vorpommern är en kommun och ort i Landkreis Ludwigslust-Parchim i förbundslandet Mecklenburg-Vorpommern i Tyskland.
I kommunen finns orterna Mustin, Lenzen, Ruchow och Bolz.
Kommunen ingår i kommunalförbundet Amt Sternberger Seenlandschaft tillsammans med kommunerna Blankenberg, Borkow, Brüel, Dabel, Hohen Pritz, Kloster Tempzin, Kobrow, Kuhlen-Wendorf, Sternberg, Weitendorf och Witzin.